# Ryujin (musikgrupp)

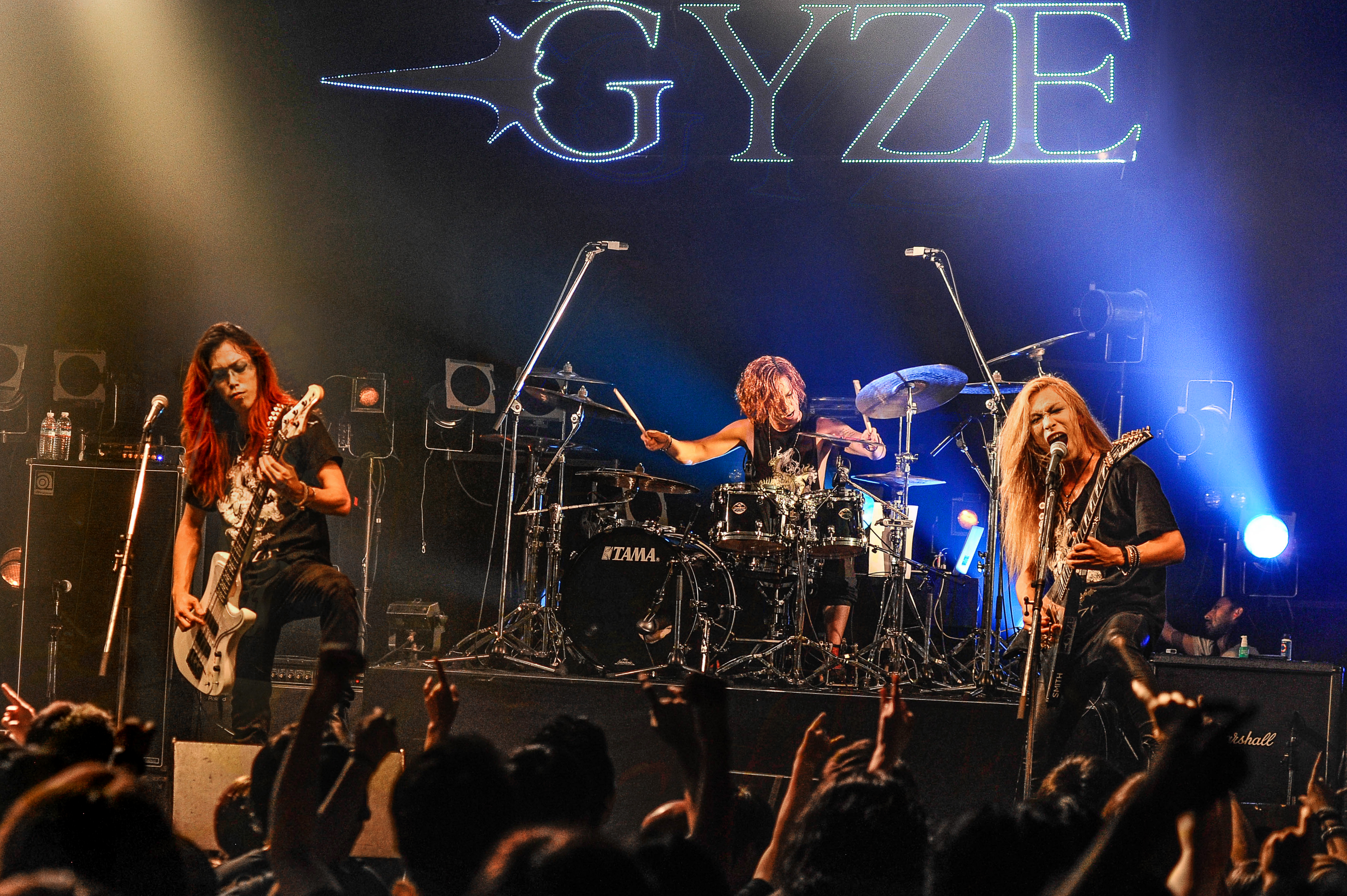
GYZE live i Tokyo (2017).

Ryujin, tidigare känt som Suicide Heaven (2009–2011) och Gyze (2011–2023), är ett japanskt metalband som spelar melodisk dödsmetal med inslag av power metal, symfonisk metal och folk metal. 
Det grundades 2009 och kommer från norra ön Hokkaido, vilket fick medlemmarna i början att beskriva sin musik som Northern Nostalgic Metal, men föredrar numera att beskriva sin musik som Samurai Metal.
Bandet består av bröderna Ryoji (gitarr och sång) och Shuji Shinomoto (trummor) samt Aruta Watanabe (bas) och numera även Shinkai (gitarr). 
Det nuvarande bandnamnet är inspirerat av japanska havsguden med samma namn. Samtidigt som namnbytet skedde meddelade man även ett internationellt skivkontrakt med Napalm Records samt att Triviums Matt Heafy gått med på att bli bandets manager och producent.

## Medlemmar
- Ryoji Shinomoto - sång och gitarr (2009-)
- Shinkai - gitarr (2019-)
- Aruta Watanabe - bas och sång (2013-)
- Shuji Shinomoto - trummor (2009-2019, 2020-)

### Tidigare medlemmar
- Shogo - bas och sång (2009-2013)
- Han-nya - trummor (2019-2020)

## Diskografi

### Som Suicide Heaven

#### Demo
- Wyvern - 2009
- ...Future Ages - 2010

### Som Gyze

#### Studioalbum
- Fascinating Violence (2013)
- Black Bride (2015)
- Northern Hell Song (2017)
- Asian Chaos (2019)

#### EP
- Without Hesitation (2011)
- ...Future Ages (Memorial Edition) (2014)
- Oriental Symphony (2021)

#### Livealbum
- 氷龍 - Europe Tour 2017 - 2017
- Alive - Chaos in Hokkaido - 2020

#### Video
- Live at Shibuya O-East on 2017.7.25 - 2017
- Oriental Symphony in Hokkaido - 2021

#### Singlar
- Another Collection Vol.1 - 2016
- The Rising Dragon - 2018
- Kunnecup - 2020
- Samurai Metal - 2021
- Voyage Of The Future - 2021
- Ninja Dance - 2021

### Som Ryujin

#### Studioalbum
- Ryujin - 2024

#### Singlar
- Raijin & Fujin - 2023